# Anarchy Reigns
Anarchy Reigns (en japonés マックスアナーキ Makkusu Anaki, "Max Anarchy") es un videojuego del género Beat'em up desarrollado por PlatinumGames y publicado por Sega para las consolas PlayStation 3 y Xbox 360, producido por Atsushi Inaba y dirigido por Masaki Yamanaka. Se considera una continuación del videojuego MadWorld (Nintendo Wii), también de Platinum Games, ya que algunos de los personajes de ese juego, incluido su protagonista, aparecen en Anarchy Reigns. El juego fue puesto a la venta el 5 de julio de 2012 en Japón, pero el lanzamiento simultáneo en América del Norte, Europa y Australia estaba previsto para el 25 de mayo del mismo año. El 18 de junio, Sega confirmó vía Twitter que el juego sería lanzado en América del Norte y Europa en marzo de 2013, pero el 19 de octubre de 2012, Sega anunció que finalmente saldría a la venta en América del Norte el 8 de enero, en Australia el 10 de enero y en Europa el 11 de enero de 2013. Fue doblado en japonés, inglés, francés, italiano, alemán y castellano. El doblaje en castellano fue realizado en Sonora Estudios en Vitoria (País Vasco, España).
Sega confirmó también una edición limitada del juego, Anarchy Reings: Limited Edition con contenido adicional descargable que incluye al personaje protagonista de Bayonetta y dos modos de juego adicionales para el "Multijugador".

## Sistema de juego
El jugador puede controlar uno de entre varios tipos de luchadores que utilizan movimientos extravagantes para derrotar a sus oponentes. Incluye un modo "Multijugador" en línea con hasta 11 sub-modalidades de juego, entre ellos "Batalla campal", "Jaula de la anarquía", "Partida a muerte por equipos", "Capturar de bandera", y "Supervivencia". El modo "Campaña" para un solo jugador consta de dos historias entrelazadas: "Senda negra" y "Senda blanca". Una vez que ambas se hayan completado, el jugador puede acceder a la "Senda roja". Aunque hay dos sendas rojas dependiendo de qué personajes secundarios hayan seleccionado en principio, la única diferencia entre ellos son los personajes que protagonizan el evento.

## Características

### Personajes
El juego cuenta con diecisiete personajes jugables, además de un personaje adicional mediante DLC.El personaje protagonista del videojuego MadWorld, Jack Cayman, es aquí también el personaje central. Es un agente del Gremio Chaser, que tiene la misión de encontrar al fugitivo Maximillian Caxton, a petición de la hija de éste. Por otro lado, un segundo equipo conocido como Strike Unit compite contra Jack para encontrar y capturar a Max. Este segundo equipo está formado por Nikolai Dmitri Bulygin (excompañero de Max), una agente rusa femenina llamada Sasha Ivanoff, y Leonhardt "Leo" Victorion, eterno rival de Jack.
Junto con Jack, aparecen otros personajes de MadWorld como el jefe final Blacker Baron y su asistente Mathilda, el ciborg Big Bull Crocker, y una mujer miembro del clan "Dragón Carmesí" Rin Rin, ahora con la ayuda de sus hermanas Fei Rin y Ai Rin. Otros personajes que aparecen son los socios cazarrecompensas Durga y Garuda, el ninja cibernético Zero, el vendedor basura Edgar Oinkie, el cazador mutante Douglas Williamsburg, el robot de combate Gárgola, y el mismo Maximillian Caxton. Por último, el personaje Bayonetta, protagonista del éxito de culto Bayonetta también de Platinum Games, aparece como personaje jugable mediante contenido descargable.

### Historia
La trama de Anarchy Reings transcurre en un mundo post-apocalítpico, en la ficticia ciudad de Altambra. Los gobiernos cayeron y ahora son los propios habitantes del planeta los que levantan sus propias leyes. A esta ciudad, llegan dos hombres que siguen sendas distintas: Jack Cayman, un cazador en busca de un misterioso hombre desaparecido; y Leonhardt Victorion, un rastreador en busca de un renegado traidor.

## Reparto
| Personaje              | Actor de voz (Japón) | Actor de voz (España) |
| ---------------------- | -------------------- | --------------------- |
| Jack Cayman            | Joji Nakata          | Aner Narbáez          |
| Leonhardt Victorion    | Hiroki Tochi         | Joseba Sacristán      |
| Sasha Ivanoff          | Yu Asakawa           | Carmen San Esteban    |
| Nikolai Dmitri Bulygin | Ryuzaburo Otomo      | Ion Osoron            |
| Blacker Baron          | Wataru Takagi        | Ander Vildósola       |
| Mathilda               | Mari Maruta          | Susana Soleto         |
| Big Bull               | Kenichiro Matsuda    | Ramón Monje           |
| Durga                  | Takumi Yamazaki      | Iñaki Rikarte         |
| Zero                   | Kazuhiro Nakaya      | Ander Vildósola       |
| Edgar Oinkie           | Taichi Setogawa      | Joseba Sacristán      |
| Rin Rin                | Miyuki Sawashiro     | Alicia Calleja        |
| Fei Rin                | Hitomi Nabatame      | Iratxe Gómez          |
| Ai Rin                 | Yurin                | Iara Solano           |
| Douglas Williamsburg   | Mugihito             | Ramón Monje           |
| Maximillian Caxton     | Shinji Ogawa         | Jesús Santesteban     |
| Amala                  | Kazuhiko Inoue       | Alicia Calleja        |

- El doblaje en castellano fue grabado en los estudios Sonora Estudios en Vitoria (País Vasco, España).[6][7]

## Recepción
Anarchy Reigns tiene una puntuación en Metacritic de un 73 sobre 100 para la versión de Xbox 360, y un 71 sobre 100 para la versión de PlayStation 3. Gamespot puntuó al juego con un 7/10 y elogió su sistema de combate, pero criticó el desarrollo de la historia como "difícil de seguir", la repetición de algunas misiones y que las peleas en el multijugador en línea no eran tan fluidas como en el modo para un jugador.